# The Fall of a Rebel Angel
The Fall of a Rebel Angel je album grupe Enigma objavljen 2016. godine. To je njihov osmi studijski album. Producent i kompozitor albuma je Mihaj Krecu u saradnji sa nemačkim pesnikom Mihaelom Kunzeom. Omot albuma je uradio nemački umetnik Volfgang Beltrači.
Dana 19. marta 2015. Krecu je objavio poruku na službenoj Fejsbuk stranici projekta u vezi početka snimanja novog albuma. Još četvoro muzičara je učestvovalo u snimanju albuma: brazilski pevač i kompozitor Mark Jošer, indonezijska pevačica Angun, Nanuk kao ženski glas, na pesmi Circle Eight engleski elektro-pop duo Aquilo.

## Pesme
1. – 2:19
2. – 5:39
3. – 2:52
4. – 4:16
5. – 3:38
6. – 3:57
7. – 4:09
8. – 3:20
9. – 4:02
10. – 3:47
11. – 2:01
12. – 4:52

## Spoljašnje veze
- EnigmaSpace